# 常滑市コミュニティバス
常滑市コミュニティバス（とこなめしコミュニティバス）は、ボートレース常滑が愛知県常滑市を中心に運行されているボートレースのファンバスを兼ねたコミュニティバス。
知多乗合（知多バス）に委託し運行している。愛称は「グルーン（Gruun）」。

## 歴史
北部エリアは、1980年（昭和55年）に常滑市北部バスとして運行開始。平日のみの運行であった。
市街地エリア、南部エリアに関しては、知多乗合で運行していた半田・常滑線の常滑駅 - りんくう地区及び常滑市役所・市民病院、常滑南部線の廃止に伴い北部バスを含めて路線再編を行った形で2022年10月1日より運行開始された。
ボートレース常滑のファンバスは2015年3月末に一度廃止されていたが、2021年秋にボートレース常滑新スタンド完成及びモーヴィとこなめ、グルーンとこなめが新設されたことに伴い、来場者増加や利用促進を目的で運行を再開することになった。
ボートレースファンバスではあるものの、経路上のバス停すべて乗降可能である。運賃は運行開始時点では無料であるものの、将来的には路線再編や有料化も含めた検討が行われる。

## ルート
- 北部エリア
  - （昼便）常滑市役所・市民病院 - 大野町駅 - 青海公民館 - 矢田公民館 - 農協北部センター
  - （朝夕便）大野町駅 - 宮山公会堂 - 前山消防団車庫 - 農協北部センター - 矢田西 - 矢田公民館（全バス停）
- 市街地エリア
  - 常滑駅 - 陶磁器会館 - きざくら公園 - 常滑市役所・市民病院
  - 常滑駅→ボートレースとこなめ→イオンモール常滑→ウインボとこなめ→常滑駅（夜間はボートレース常滑付近は通過）
- 南部エリア
  - 常滑駅 - 本町 - 古場 - 東大谷（→小鈴谷小学校→） - 小鈴谷（→坂井中央広場） - 坂井 - 上野間駅
  - 常滑駅 - 本町 - 古場 - 桧原 -知多武豊駅